# Tarot: Witch of the Black Rose
Tarot: Witch of the Black Rose is een Amerikaanse comic, geschreven en getekend door Jim Balent en sinds 1999 gepubliceerd door Broadsword Comics.
Het stripalbum vertelt het verhaal van 'Tarot', een krijger, haar familie, vrienden en geliefden. De strip is populair door de combinatie van actie, fantasy en de vrij expliciete en frequente naaktscènes die in het verhaal opduiken. 